# I miei americani 2
I miei americani 2 — трибьют-альбом итальянского певца и актёра Адриано Челентано, вышедший в 1986 году, как продолжение предыдущего альбома — I miei americani, который был выпущен в 1984 году.

## Об альбоме
Как и в случае с предыдущим альбомом, на диске представлены всемирно известные американские хиты популярных исполнителей (за исключением двух композиций британской рок-группы The Beatles). Шестая композиция («Seguirò chi mi») исполнена Челентано в дуэте с его женой, Клаудией Мори. Всего в альбоме десять композиций. 
В хит-параде Italian Albums Charts пластинка достигла 4 места.

## Список композиций
| Название                   | Название оригинала     | Исполнитель оригинала | Длительность |
| -------------------------- | ---------------------- | --------------------- | ------------ |
| «Veronica verrai»          | «Veronica you’ll come» | неизвестен            | 04:39        |
| «Gelosia»                  | «Tango Jalousie»       | Jacob Gade            | 04:19        |
| «Ma come fa la gente sola» | «Eleanor Rigby»        | The Beatles           | 03:17        |
| «Mi scade»                 | «She’s got it»         | Литл Ричард           | 03:02        |
| «Vivrò per lei»            | «My prayer»            | The Platters          | 02:40        |
| «Seguirò chi mi ama»       | «Is it love»           | неизвестен            | 03:36        |
| «L`ascensore»              | «Sixteen Tons»         | The Platters          | 02:37        |
| «È finita»                 | «Cry»                  | Джонни Рэй            | 03:55        |
| «Un’altra ragazza»         | «Love Me Do»           | The Beatles           | 02:35        |
| «Crederò»                  | «Crazy love»           | Пол Анка              | 03:12        |